# Дејмијен Варли
Дејмијен Варли (енгл. Damien Varley; 29. октобар 1983) бивши је ирски рагбиста. Рођен је у Лимерику, где се школовао и играо рагби. За Манстер је дебитовао против Оспрејса 5. маја 2006. Ипак због мале минутаже, прешао је у енглеског премијерлигаша Воспсе. У Воспсима је провео једну сезону ( постигао је 2 есеја у 10 мечева), па се вратио у Манстер. У сезони 09-10 дебитовао је у купу европских шампиона против италијанског Бенетона 17. октобра 2009. Био је у стартној постави Манстера, када је Манстер забележио историјску победу над Аустралијом у тест мечу 16. новембра 2010. У сезони 2013-2014 предводио је Манстер као капитен до полуфинала купа европских шампиона. За репрезентацију Ирске одиграо је 3 меча. Дебитовао је против Аргентине 2010. Због повреде стопала престао је да игра рагби у фебруару 2015.